# Настава на даљину у Србији за време пандемије ковида 19
Настава на даљину у Србији за време пандемије ковида 19 једна је од организованих превентивних мера социјалног дистанцирања која је уведена у пандемији коронавирусне болести, након што су у марту 2020. затворене све образовне установе на целој територији Србије.
Настава се изводи на интернет платформи Радио-телевизије Србије РТС Планета, на којој су доступни сви емитовани часови за ученике основних и средњих школа по програму који је сачинило Министарство просвете, науке и технолошког развоја Републике Србије.  Часове на интернет платформи РТС Планета, ученици могу пратити када желе, где желе, а могу их паузирати, наставити или поново више пута погледати, а према одлуци Министарства просвете оператери неће наплаћивати проток и пренос података за те садржаје.

## Историјат образовања на даљину
Још пре појаве интернета и других савремених техника и технологија, образовање на даљину почело је  да се развија од изума штампарске машине и увођењем поштанских услуга, када су образовни садржаји слати преко телефона, радијских емисија, филма, телевизије, и заправо старије од учења путем интернета, иако га многи највише везују за ову савремену технологију.
Историја учења на даљину из 18. века, тачније од 1728. године, када је први пут објављен оглас за такву врсту образовања. Калеб Филипс, Teacher of new method od Short Hand је у часопису Бостон Газета објавио оглас у коме је тражио студенте за изучавање лекција.
До друге половине деветнаестог века, Универзитет у Лондону и Универзитет Веслеиан у Илиноису понудили су степен образовања на даљину, иако су курсеви стручне кореспонденције представљали највећи део учења на даљину.
До 20. века, методе образовања на даљину и студијски материјали развили су висок степен ефикасности. Технолошке иновације попут телефона, радија, телевизије дале су инструмент за учење на даљину.
С краја 20. и с почетка 21. века настао је период савременог учења на даљину које је резултат наглог развоја мултимедијалне рачунарских система, интерактивне телевизије, и масовног увођења интернета у скоро сваку образовну институцију и домове грађана.

### Хронологија развоја образовању на даљину
- 1852. године – Фонографски институт у Синсинатију, Охајо. Спроведена је стенографска обука за секретарице; оне које су положиле добиле су сертификате.
- 1858. године - Лондонски универзитет је, поред традиоционалног учења, нудио и курсеве на даљину.[3][4][5]
- 1873. године – Ана Тикнор, Бостон, Масачусетс. Овај програм трајао је 24 године и користило га је око 10.000 жена свих друштвених статуса.
- 1900. године – Жене као циљна група програма учења од куће у Њујорку, преко 20.000 полазница.
- 1900. године – Марта ван Ренселер, Корнел универзитет, Њујорк. Овај програм проширивања привреде домаћинстава био је намењен женама из руреалних подручја широм државе Њујорк. За пет година, програм је похађало око 20.000 полазница.
- 1996. године - У склопу програма географије у Истраживачкој станици Петница се објављује први домаћи дигитални онлајн уџбеник и креће са наставом на даљину преко интернета.
- 1996. године - Ђук универзитет први нуди глобалне постдипломске студије у области менаџмента, комбинујући онлајн и традиционалну наставу.
- 1997. године – Милијардер Мајкл Сејлор донира 100 милиона долара за стварање бесплатног онлајн образовања на квалитетном нивоу Ајви лиге.
- 2001. године – Развијен је Мудл, виртуелна образовна средина.
- 2003. године - Почео је са радом ЛИНК систем електронског учења.
- 2003. године - 41% деце која се образују код куће учествују у учењу на даљину.
- 2005. године - Скоро 3,2 милиона студената у САД одабрало је макар један онлајн курс на универзитету.
- 2006. године - Чак 11.200 програма на колеџу у САД креирани су тако да у потпуности могу да се спроведу кроз онлајн учење.
- 2009. године – Јутјуб категорије ЕДУ представља на хиљаде бесплатних предавања и Blackboard апликацији за учење на даљину постаје доступна преко Android platforme.
- 2011. године – Учење на даљину постаје идеално решење за студенте у Британији, којима је троструко повећана школарина.
- 2011. године – 77% америчких корпорација је користило онлајн учење.
- 2012. године - Системи попут Поликома обезбеђују обучавања путем преноса уживо.
- 2013. године – Сваки други матурант основне школе за малу матуру припрема путем платформе за учење на даљину.

## Предуслови
Након појаве пандемије Ковид-19 и првих случајева у Републици Србији, као једну од превентивних мера, како би се зауставило даље ширење пандемије заразне болести и спасили животи здравствено угрожених група (старијих особа и хроничних болесника) уведена је социјална изолација дела становништва или социјално дистанцирање или заштитна секвестрација као облик принудног издвајање из социјалне средине једног дела становништва. Јасно је да је социјална изолација и дистанцирање можда најефикаснија начин да људи који нису заражени избегну да га добију болест. Али изолација има и своја нежељена дејства јер доводи до великих промена у начину живота, пословању предузећа, школовању, здравственој заштити, учешћу у јавним догађањима и друштвеним интеракцијама, које појединци изузетно тешко подносе, што су показали и експерименти социјалних психолога.

## Настава на даљину у функцији образовања ђака за време пандемије Ковид-19
Законoм о основном образовању и васпитању ("Сл.гласник РС", бр. 55/2013) су створени законски предуслови за несметано извођење наставе на даљину, која се у редовним условима могла остварити на захтев родитеља, односно старатеља, а у пандемији заразних болести због социјалног дистанцирања на захтев Владе и Министарства просвете Србији.
Овакав вид образовања омогућила је технологија и интернет који имају потенцијал да уклоне ограничења ученицима и едукаторима широм Србије, мењају наш приступ знању, а иновативни начини предавања и учења омогућио је преобликовање рада уместо у учионици у кући сваког од ученика.

## Платформе за учење
Часови за основце и ученике средњих школа први пут емитовани на телевизији. − Домаћи задаци ученика у инбоксу учитеља и наставника који раде од куће. Уместо у клупама са вршњацима, ђаци ће седети пред телевизијским екраном. За укупно око 780.000 ђака основних и средњих школа колико их у Србији има, наставни садржаји су спремни, а многи су у припреми.
Иако су сви свесни да систем није савршен, он врло добро функционише, уз одређене потешкоће, али и пружа наставницима  ове могућности за коришћење доступних, а бесплатних дигиталних алата за наставу на даљину.
Платформа за мобиле уређаје
Путем мобилног телефона, ученици могу приступити наставним садржајима на РТС Планети уз помоћ овог упутства: 
- Прво је потребно инсталирате бесплатну апликацију која је доступна у Гугл продавници (Google play) односно App Store.
- Следећи корак је регистрација преко Фејсбук налога или имејл адресе.
- Након приступа платформи РТС Планета, одмах се види одељак „Моја школа" – која се налази на насловној страни на вебу и у категорији „Моја школа" у главном менију.

Платформа за рачунаре
Часове на рачунарима ученици могу пратити преко интернет платформе РТС Планета, директно, без регистрације, приступом порталу „Моја школа” где из падајућих менија могу бирати предавања које желе да прате – за све предмете и разреде основних и средњих школа.
Часови на обе платформе могу се пратити када се жели, где се жели, могу се паузирате, наставити или поново погледати.
Платформа на другим језицима
Како би се обезбедили што разноврснији и квалитетнији дигитални и други онлајн ресурси за реализацију наставе на даљину на језицима националних мањина значајну подршку Министарству просвете пружају национални савети националних мањина.
У сарадњи са Радио телевизијом Војводина, као и локалним и мањинским медијима 23. марта 2020. године, почело је снимање и емитовање часова матерњег језика, на осам мањинских језика – албанском, босанском, бугарском, хрватском, мађарском, румунском, русинском и словачком, за више од 44.000 ученика у основним и средњим школама у Србији у којима се похађа целокупно образовање на једном од ових осам језика.